# رونان پارک
رونان دیوید پارک (به انگلیسی: Ronan David Parke) (زاده ۸ اوت ۱۹۹۸) ، خواننده انگلیسی و نفر دوم از پنجمین سری استعدادهای درخشان انگلستان از شبکه آی‌تی‌وی است. وی که قرارداد مشترک با سونی میوزیک امضا کرده است. اولین آلبوم خود را در ۲۴ اکتبر ۲۰۱۱ منتشر کرده است.